# ایارل (آرکانزاس)
ایارل (آرکانزاس) (به انگلیسی: Earle, Arkansas) یک شهر در ایالات متحده آمریکا با جمعیت ۳٬۰۳۶ نفر است که در آرکانزاس واقع شده‌است.

## موقعیت جغرافیایی
موقعیت جغرافیایی شهرها و مناطق اطراف به شرح زیر است: